# Gravelines
Gravelines (in olandese Grevelingen, in italiano storico Gravelinga) è un comune francese situato nel dipartimento del Nord nella regione dell'Alta Francia.

## Geografia
Gravelines sorge presso la foce del fiume Aa nella Manica, a 20 km a sud-ovest di Dunkerque.

## Etimologia
Il toponimo Gravelines deriva dall'olandese Gravenenga, ovvero Canale del Conte.

## Storia
Gravelines sorse nel XII secolo attorno alla foce di un canale che univa l'importante città di Saint-Omer alla Manica. In seguito al trattato di Brétigny che mise fine alla prima fase della guerra dei cent'anni, la cittadina si ritrovò ad essere l'ultimo avamposto fiammingo prima dei domini inglesi d'oltremanica. Nel 1383 Gravelines fu conquistata e distrutta dalle truppe inglesi di Enrico Despenser durante la crociata contro Luigi II delle Fiandre. Nel XVI secolo, vista la sua posizione strategica di piazzaforte asburgica al confine con la Francia, fu pesantemente fortificata. 
Nel 1558 fu teatro della vittoria delle truppe imperiali di Lamoral di Egmont contro quelle francesi del maresciallo Paul de Thermes. Nel 1588 al largo di Gravelines la flotta inglese di Lord Howard riuscì ad infliggere una dura sconfitta all'Invincibile Armada spagnola.
Nel corso della guerra franco-spagnola Gravelines fu più volte prese e perduta dagli eserciti delle due fazioni in lotta. Gastone di Francia, fratello di Luigi XIII, la assediò e la conquistò nel 1644. Otto anni più tardi fu espugnata dall'arciduca Leopoldo Guglielmo d'Austria. Nel 1654 tre quarti delle case vennero distrutte dallo scoppio della polveriera del castello. Nel 1658 infine fu conquistata dai francesi al termine della battaglia delle Dune. L'anno seguente passò definitivamente alla Francia con il trattato dei Pirenei.

## Monumenti e luoghi d'interesse
- Cinta muraria, costruita per volere di Carlo V e in seguito rafforzata dal Vauban.
- Castello, conosciuto anche come arsenale, del XVI secolo.
- Chiesa di San Villibrordo
- Campanile di Gravelines, costruito nel 1827, dichiarato patrimonio dell'umanità dall'UNESCO fa parte delle Torri campanarie di Belgio e Francia.
- Municipio, costruito durante la Restaurazione.
- Faro di Gravelines

## Società

### Evoluzione demografica
Abitanti censiti

## Economia
La centrale nucleare di Gravelines è la seconda più grande in Europa seconda solo a quella ucraina di Zaporižžja.

## Infrastrutture e trasporti

### Strade
La principale via d'accesso alla città è l'autostrada A16 che unisce l'area metropolitana di Parigi con la frontiera belga.

### Ferrovie
Gravelines è servita da una propria stazione ferroviaria posta lungo la linea Coudekerque-Branche - Fontinettes.

## Amministrazione

### Gemellaggi
- Biblis, dal 1986
- Fáskrúðsfjörður, dal 1990
- Dartford, dal 1991